# Muniz Freire Futebol Clube
Maillots
Le Muniz Freire Futebol Clube est un club brésilien de football basé à Muniz Freire dans l'État de l'Espírito Santo.

## Palmarès
- Championnat de l'Espírito Santo :
  - Champion : 1991